# Томбіґбі (річка)
Річка Томбіґбі є притокою річки Мобіл, яка протікає приблизно 325 кілометрів штатами Міссісіпі і Алабама. Зливаючись з Алабамою, формує коротку річку Мобіл, яка впадає у бухту Мобіл в Мексиканської затоки. Басейн Томбіґбі охоплює більшу частину сільської прибережної рівнини західної Алабами і північно-східного Міссісіпі. Тече у цілому на південь. Забезпечує один з основних  маршрутів річкових перевезень на півдні Сполучених Штатів, оскільки вона судноплавна по більшій частині своєї довжини завдяки гідротехнічним спорудам і з'єднана у з притокою Огайо (яка, у свою чергу, впадає у Міссісіпі) Теннессі через канал Теннессі-Томбіґбі.
Назва «Tombigbee» походить від Чоктавської мови / itumbi ikbi / , що означає «виробник коробки, виробник труни», з / itumbi / , "коробка, труна ", та / ikbi / , «виробник». Річка сформувала східну межу історичних земель Чокто, починаючи з 17-го століття, коли вони об'єдналися як народ, до їх вимушеного переселення  внаслідок рішення влади  Сполученими Штатами в 1830-х роках.

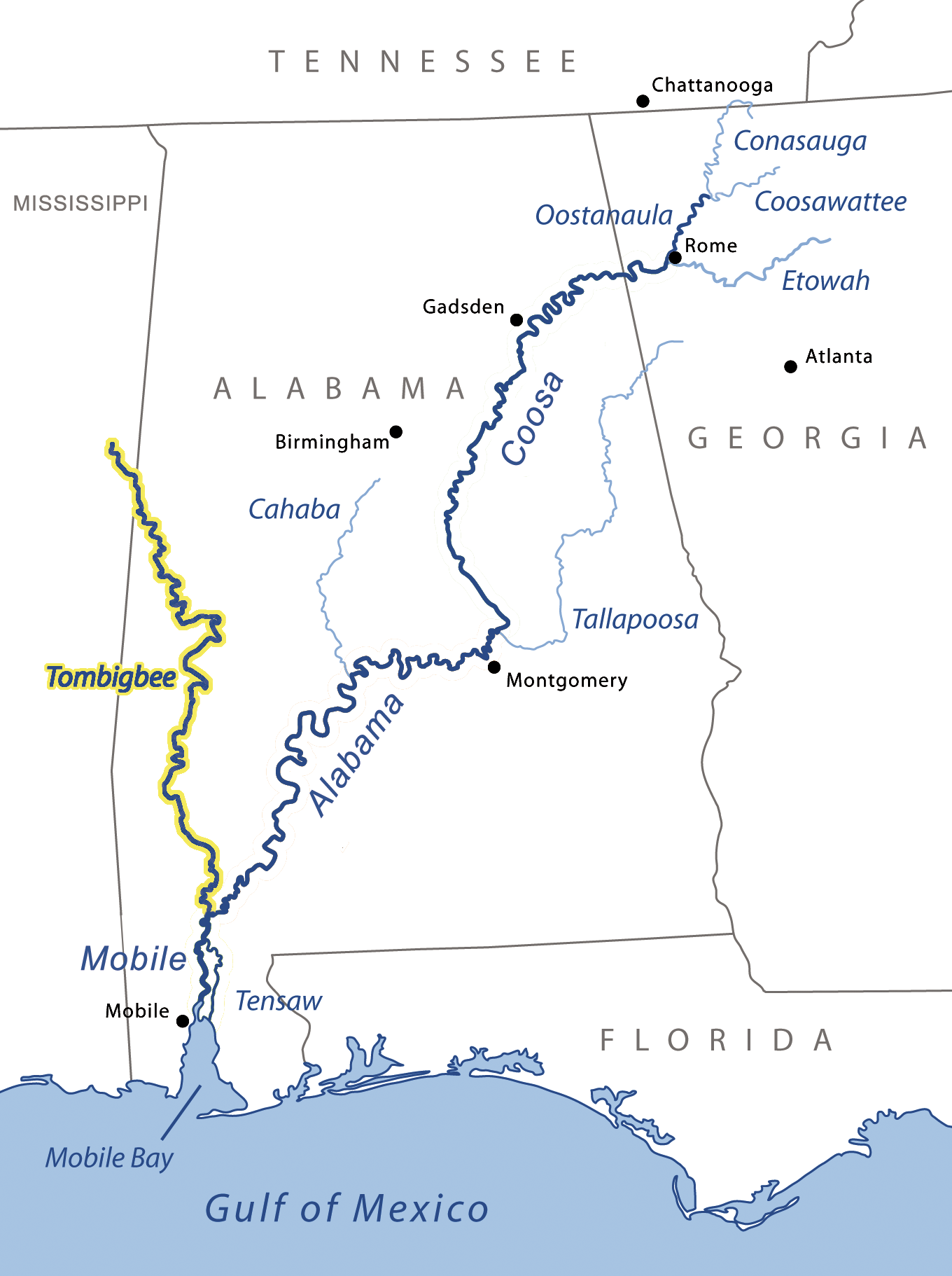
Карта Томбіґбі
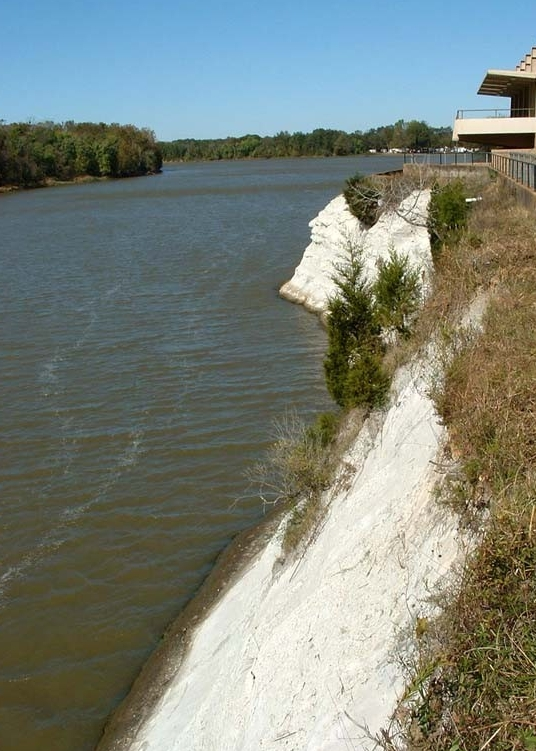
Томбігбі поблизу міста Демополіс в Алабамі